# Temporada de furacões no oceano Atlântico de 2010
A temporada de furacões no oceano Atlântico de 2010 foi o primeiro de um grupo de três temporadas de furacões no Atlântico muito ativos. Ele está empatado com a temporada de 1887, 1995, 2011 e 2012 como a quarta temporada de furacões no Atlântico mais ativa já registada, com 19 tempestades tropicais. A temporada hiperativa apresentou 12 furacões, empatados com 1969 para o segundo maior total. Apenas a temporada de 2005 com 15 furacões teve mais. Apesar do alto número de furacões, nenhum furacão atingiu os Estados Unidos, tornando a temporada a única com 10 ou mais furacões sem uma chegada a terra nos Estados Unidos continental. A contagem geral de ciclones tropicais no Atlântico excedeu a do Pacífico Ocidental pela segunda vez registada. A temporada começou oficialmente em 1 de junho e terminou em 30 de novembro, datas que convencionalmente delimitam o período de cada ano em que a formação de ciclones tropicais é mais provável. O primeiro ciclone, Alex, intensificou-se no primeiro furacão de junho desde Allison em 1995. O mês de setembro apresentou oito tempestades nomeadas, empatando 2002 e 2007 para o registo. Outubro apresentou cinco furacões, pouco abaixo do recorde estabelecido em 1870. Finalmente, o furacão Tomas se tornou o último furacão registado a se mover pelas ilhas de Barlavento no final de outubro. A atividade foi representada com um valor de energia ciclônica acumulada (ACE) de 165 unidades, que foi o décimo primeiro maior valor registado na época. A atividade muito ativa em 2010 foi devido a um forte La Niña, que levou a uma temporada de furacões muito tranquila no Pacífico.
Numerosos ciclones tropicais afetaram países que fazem fronteira com o Oceano Atlântico ao longo de 2010. Alex causou 52 mortes e até US $ 1,52 bilhões ( US $ 2010) em danos ao atingir o norte do México em junho. No mês seguinte, a tempestade tropical Bonnie atingiu a Flórida como um ciclone fraco, deixando um morto. A tempestade tropical Colin levou a uma morte por afogamento, e as correntes marítimas produzidas pela Depressão Tropical Cinco mataram duas pessoas. O furacão Danielle passou a leste das Bermudas enquanto Earl se movia paralelamente à costa leste dos Estados Unidos e à Nova Escócia no final de agosto, resultando em 2 e 8 mortes, respectivamente. No início de setembro, a tempestade tropical Hermine causou inundações significativas em todo o Texas e matou 8 pessoas. O furacão mais forte do ano, Igor, matou quatro ao atravessar o Atlântico e atravessar a Terra Nova. A América Latina foi duramente atingida pelo furacão Karl e pela tempestade tropical Matthew, com 22 e 126 mortes, respectivamente. No final de setembro, a tempestade tropical Nicole produziu chuvas torrenciais do Caribe para a costa leste dos Estados Unidos, resultando em 16 mortes. O furacão Paula fez um turista se afogar na costa de Cozumel em meados de outubro, enquanto o furacão Richard deixou dois mortos em Belize no final daquele mês. A temporada terminou com Tomas, que causou 35 mortes ao longo da sua rota pelo Caribe e no Atlântico.

## Previsões sazonais
Antes e durante cada temporada de furacões, várias previsões de atividades de furacões são publicadas por serviços meteorológicos nacionais, agências científicas e especialistas em furacões. As previsões incluem mudanças semanais e mensais em fatores significativos que ajudam a determinar o número de tempestades tropicais, furacões e grandes furacões em um determinado ano. De acordo com a NOAA, a temporada média de furacões no Atlântico entre 1950 e 2005 continha 10,3 tempestades tropicais, 6,2 furacões, 2,7 grandes furacões e um índice ACE de 66–103 unidades. A NOAA normalmente categoriza uma temporada como acima da média, média ou abaixo da média com base no Índice ACE cumulativo, mas o número de tempestades tropicais, furacões e grandes furacões em uma temporada de furacões também são ocasionalmente considerados.
Em 7 de dezembro de 2009, a Tropical Storm Risk (TSR) emitiu a sua primeira perspectiva de alcance estendida para a temporada de furacões no oceano Atlântico de 2010, prevendo 13,9 tempestades nomeadas, 7,4 furacões, 3,4 furacões principais e um índice ACE de 135 unidades. A organização referenciou dois fatores principais, ventos alísios mais lentos no Caribe e temperaturas oceânicas acima da média no Atlântico, para uma temporada acima da média. Dois dias depois, a Colorado State University (CSU) divulgou a sua primeira perspectiva de alcance estendido, projetando 11 a 16 tempestades nomeadas, 6 a 8 furacões, 3 a 5 grandes furacões e um índice ACE de 100 a 162 unidades. A organização afirmou que, embora um forte evento El Niño estivesse em andamento na divulgação da sua previsão, a continuação de um El Niño-Oscilação Sul quente dificilmente persistirá durante a temporada de furacões. Em 27 de janeiro de 2010, The Weather Company (anteriormente WSI) convocou o ano para apresentar 13 tempestades nomeadas, 7 furacões e 3 grandes furacões.
A CSU divulgou uma atualização mais detalhada em 7 de abril, aumentando a sua previsão para 15 tempestades nomeadas, 8 furacões, 4 grandes furacões e um índice ACE de 150. Mais confiança no enfraquecimento do El Niño (e, portanto, menor cisalhamento vertical do vento ) e a continuação de temperaturas anormalmente altas da superfície do mar em todo o Oceano Atlântico foram citadas. Dois dias depois, a TSR revisou a sua previsão para cima para 16,3 tempestades nomeadas, 8,5 furacões, 4 grandes furacões e um índice ACE de 159 unidades. Na atualização de 21 de abril deles a WSI previu o ano mais ativo desde a temporada recorde de 2005, com 16 tempestades nomeadas, 9 furacões e 5 grandes furacões. Cinco dias depois, a North Carolina State University (NCSU) divulgou a sua única previsão para a temporada, com 15 a 18 tempestades e 8 a 11 furacões. A TSR basicamente manteve a sua previsão para a divulgação de 25 de maio. No dia seguinte, a TWC / WSI aumentou novamente sua previsão para 18 tempestades nomeadas, 10 furacões e 5 grandes furacões. A Administração Nacional Oceânica e Atmosférica (NOAA), por sua vez, divulgou a sua previsão para a temporada de 2010 em 27 de maio. A organização convocou um ano ativo a extremamente ativo, incluindo 14 a 23 tempestades nomeadas, 8 a 14 furacões e 3 a 7 grandes furacões, referenciando uma continuação da era ativa que começou em 1995.

### Perspectivas no meio da temporada
No primeiro dia da temporada do Atlântico de 2010, o Centro de Estudos de Previsão Oceânica-Atmosférica da Florida State University (FSU COAPS) divulgou as suas únicas previsões, prevendo 17 tempestades nomeadas, 10 furacões e um índice ACE de 156 unidades. No dia seguinte, a CSU aumentou a sua previsão para 18 tempestades nomeadas, 10 furacões e 5 grandes furacões. Em 4 de junho, a TSR seguiu o exemplo, com 17,7 tempestades nomeadas, 9,5 furacões, 4,4 furacões principais e um índice ACE de 182 unidades. O Met Office do Reino Unido (UKMET) divulgou a sua única previsão para a temporada em 17 de junho, com o número mais provável de tempestades tropicais sendo 20 e o valor mais provável do índice ACE sendo 204 unidades. Em 23 de junho, a TWC / WSI mais uma vez aumentou a sua previsão, observando 20 tempestades nomeadas, 11 furacões e 5 grandes furacões. A TSR divulgou as suas previsões mais ousadas em 6 de julho, com 19,1 tempestades nomeadas, 10,4 furacões, 4,8 furacões principais e um índice ACE de 203 unidades.
Após junho e julho um pouco menos ativos do que o inicialmente previsto, a TWC / WSI rebaixou o número de tempestades nomeadas de 20 para 19 em 21 de julho, mas mantiveram os seus números de junho de 11 furacões e 5 grandes furacões intocados. Na sua previsão sazonal final em 4 de agosto, a CSU manteve os seus números de junho iguais, prevendo 18 tempestades nomeadas, 10 furacões, 5 grandes furacões e um índice ACE de 185 unidades. Naquele mesmo dia, a TSR reduziu as suas previsões para a previsão sazonal final, esperando 17,8 tempestades nomeadas, 9,7 furacões, 4,5 grandes furacões e um índice ACE de 183 unidades. Em 5 de agosto, a NOAA anunciou o desenvolvimento oficial do La Niña em sua última previsão sazonal. A organização reduziu os limites superiores da sua previsão em relação a maio devido a menos atividade no início da temporada do que o esperado, prevendo 14 a 20 tempestades nomeadas, 8 a 12 furacões e 4 a 6 furacões principais. TWC / WSI divulgou duas previsões finais em 25 de agosto e 22 de setembro, ambos esperando 18 tempestades nomeadas e 10 furacões. O número de grandes furacões aumentou de 5 para 6 na atualização de setembro, no entanto.

## Resumo da temporada

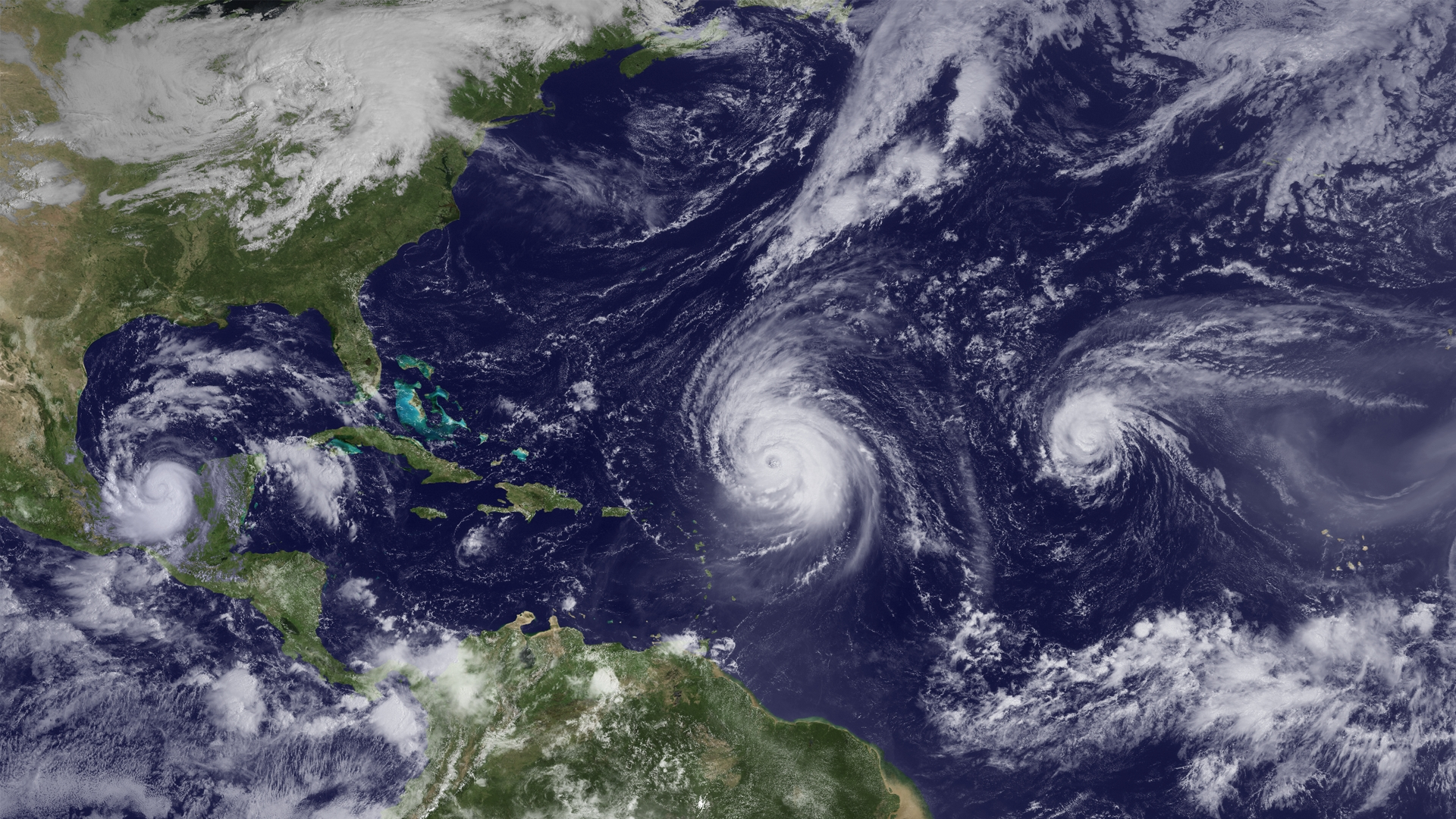
Imagem de satélite de três ciclones tropicais simultâneos em 16 de setembro, com Karl (à esquerda), Igor (ao centro) e Julia (à direita). Todos eram furacões na época

Ao contrário da temporada de furacões do Pacífico de 2010, que empatou em 1977 com o ano menos ativo nos registos confiáveis, a temporada de furacões do Atlântico de 2010 terminou como uma das mais ativas da história registada. Começou em 1 de junho e terminou em 30 de novembro, datas que convencionalmente delimitam o período de cada ano em que a maioria dos ciclones tropicais se forma no Oceano Atlântico. O primeiro sistema da temporada, o furacão Alex, desenvolveu-se em 25 de junho. O sistema final da temporada, o furacão Tomas, dissipou-se em 7 de novembro. Um total de 21 depressões tropicais se formaram na bacia, das quais 19 se intensificaram em tempestades tropicais, 12 se intensificaram em furacões e 5 se intensificaram em grandes furacões. As 19 tempestades tropicais da temporada empataram com os anos anteriores de 1887 e 1995, bem como com os anos subsequentes de 2011 e 2012, pela quarta maior contagem já registada; apenas 2005 a 2020 e 1933 apresentaram mais atividade. Os 12 furacões do ano corresponderam a 1969 para a segunda maior contagem já registada, superada apenas em 2005. Houve mais tempestades tropicais no Atlântico do que no Pacífico Ocidental em 2010, a segunda ocorrência registada depois de 2005. Em todo o banco de dados de ciclones tropicais do Atlântico, 2010 é o único ano com mais de 10 furacões que não atingiu os Estados Unidos.
Vários fatores contribuíram para uma atividade excepcional. Um forte El Niño observado em 2009 mudou rapidamente para um forte La Niña em meados do verão de 2010, projetando um cisalhamento do vento vertical anormalmente baixo no Oceano Atlântico. As temperaturas dos oceanos atingiram níveis recordes em toda a bacia, com média de 0,82_°_C acima da média de 1981–2010. Não apenas as temperaturas do oceano ultrapassaram 2005 para quebrar o recorde geral, as temperaturas médias da água em toda a Região Principal de Desenvolvimento (MDR) do Atlântico estabeleceram recordes mensais de fevereiro a outubro de 2010. Isso foi auxiliado por uma Oscilação do Atlântico Norte fortemente negativa que contribuiu para ventos alísios mais fracos e, portanto, aquecimento anômalo das temperaturas do oceano nos meses que antecederam a temporada de furacões. As pressões mais baixas do nível do mar prevaleceram durante grande parte da temporada, ficando atrás apenas de 1955 para os valores médios mais baixos em todo o MDR durante o período de agosto a outubro. Apesar do alto número de ciclones tropicais, o ar seco de nível médio dominou o Atlântico tropical durante o pico da temporada, talvez impedindo que a temporada fosse ainda mais ativa.
O início da temporada do Atlântico contou com Alex, o primeiro furacão observado em junho desde o furacão Allison de 1995. Uma tempestade tropical, Bonnie, e uma depressão tropical se formaram no mês de julho. Agosto apresentou cinco ciclones - uma depressão tropical, as tempestades tropicais Colin e Fiona, bem como os furacões Danielle e Earl (ambos os quais se intensificaram em grandes furacões). De acordo com as normas climatológicas, setembro foi o mês mais ativo da temporada, com oito ciclones tropicais: as tempestades tropicais Gaston, Hermine, Matthew e Nicole, além dos furacões Igor, Julia, Karl e Lisa. Isso empatou 2002 e 2007 para a maioria das tempestades tropicais observadas ao longo do mês, até ser ultrapassada pela temporada de 2020. Igor atingiu o pico de ventos de 249 km/h (155 mph) em 15 de setembro, consolidando o seu status de tempestade mais intensa da temporada. A atividade bem acima da média continuou em outubro, com a formação dos furacões Otto, Paula, Richard, Shary e Tomas, um furacão abaixo do recorde mensal estabelecido em 1870. Tomas persistiu no mês seguinte antes de se dissipar em 7 de novembro, anunciando o fim da atividade de ciclones tropicais da estação.
A atividade da temporada foi refletida com uma classificação ACE de aproximadamente 165 unidades, a mais alta desde 2005, e o décimo primeiro maior valor desde 1944 na época. Em termos gerais, ACE é uma medida da força de uma tempestade tropical ou subtropical multiplicada pela duração de sua existência. Portanto, uma tempestade de maior duração, como a de Igor, terá altos valores de ECA. Ele é calculado apenas para alertas completos sobre sistemas tropicais e subtropicais específicos que atingem ou excedem velocidades do vento de 63 km/h (39 mph). Consequentemente, as depressões tropicais não são incluídas na contagem. Depois que a tempestade se dissipou, normalmente após o final da temporada, o NHC examina os dados novamente e produz um relatório final de cada tempestade. Essas revisões podem levar a um total de ACE revisado para cima ou para baixo em comparação com o valor original.

## Sistemas

### Furacão Alex
Um distúrbio desenvolvido dentro da Zona de Convergência Intertropical em 17 de junho e permaneceu bem definido enquanto seguia para o oeste. Uma área de baixa pressão desenvolvida em associação com o sistema no noroeste do Caribe em 24 de junho e ainda organizado em uma depressão tropical às 18:00 UTC no dia seguinte, apoiado por dados de uma aeronave de reconhecimento. Dirigida para oeste e, eventualmente, oeste-noroeste por uma cadeia extensa que atravessa as Bahamas e o Golfo do México, a depressão se intensificou na tempestade tropical Alex às 06:00 UTC em 26 de junho e atingiu um pico inicial com ventos de 105 km/h (65 mph) antes de desembarcar perto da cidade de Belize, Belize, várias horas depois. Alex manteve a intensidade da tempestade tropical ao cruzar a Península de Iucatã e, após executar uma curva para o norte e uma segunda curva para o oeste, começou a se intensificar continuamente. O ciclone intensificou-se no primeiro furacão da temporada às 00:00 UTC em 30 de junho e atingiu ventos de pico de 180 km/h (110 mph) quando atingiu a terra perto de Soto la Marina, México, às 02:00 UTC em 15 de julho. Uma vez no interior, Alex virou para oeste-sudoeste e enfraqueceu rapidamente no terreno montanhoso do México. O sistema cada vez mais interrompido se dissipou às 06:00 UTC em 2 de julho.
O distúrbio precursor de Alex inundou centenas de casas e levou à evacuação de milhares de residentes na República Dominicana. Danos a plantações e centenas de estruturas ocorreram na América Central. No sul do México, chuvas torrenciais causaram vários deslizamentos de terra e de lama, enquanto rios transbordando inundaram muitas casas e estradas foram destruídas. Perto da pista de Alex, no norte do México, as chuvas chegaram a 35,04 em (890 mm) em Monterrey, Ondas de 4.0 m (13 ft) afetaram o litoral, centenas de milhares de cidadãos perderam a energia, e a infraestrutura generalizada foi danificada ou destruída. Embora o furacão não tenha atingido diretamente a costa dos Estados Unidos, suas faixas espirais produziram ventos sustentados com força de tempestade tropical em todo o sul do Texas, com pico de 82 km/h (51 mph) em Port Isabel. Chuvas fortes quebraram recordes de acumulação, uma onda de tempestade de pelo menos 11 m (35 ft) causou erosão na praia, e supercélulas embutidas produziram nove tornados (todos classificados como EF0). Ao longo do seu caminho, Alex foi responsável por 51 mortes (22 desaparecidos) e US $ 1,52 bilhão em danos.

### Depressão tropical Dois
Uma onda tropical surgiu na costa oeste da África em 24 de junho, finalmente emergindo no Golfo do México em 7 de julho. Uma área de baixa pressão tornou-se discernível e, com dados de uma aeronave de reconhecimento, o sistema foi atualizado para uma depressão tropical às 00:00 UTC em 8 de julho. A depressão falhou em se organizar de forma apreciável, uma vez que seguiu de oeste para oeste-noroeste, movendo-se para a costa de South Padre Island, Texas com ventos de 56 km/h (35 mph) às 14:00 UTC naquele dia. A depressão degenerou em um remanescente baixo às 06:00 UTC em 9 de julho e dissipou-se no norte do México um dia depois.
Antes do desembarque, o NHC emitiu um alerta de tempestade tropical de Baffin Bay, Texas para o Rio San Fernando, México; isso foi cancelado quando a tempestade não se intensificou. O Servicio Meteorológico Nacional alertou os residentes sobre rajadas de vento e fortes chuvas que excedem 100–200 mm (4–8 in) capaz de produzir inundações e deslizamentos localizados. Ao se deslocar para a costa, a depressão produziu uma onda de tempestade de 0.61–1.22 m (2–4 ft) ao longo da costa sul do Texas. O acúmulo de chuva atingiu o pico em 13,100 mm (516 in) ao longo do rio Guadalupe, com quantidades menores em outros lugares, incluindo em áreas afetadas pelo furacão Alex uma semana antes.

### Tempestade tropical Bonnie
Uma onda tropical surgiu na costa oeste da África em 10 de julho Uma vez ao norte das Grandes Antilhas, o crescimento convectivo e o desenvolvimento de uma superfície baixa bem definida levaram à formação de uma depressão tropical ao sul da Ilha Acklins às 06:00 UTC em 22 de julho. Em meio a um breve adiamento devido a fortes ventos de nível superior, a depressão se intensificou na tempestade tropical Bonnie ao cruzar a Ilha Ragged por volta das 23h15 UTC naquele dia. Mais tarde, atravessou a Ilha de Andros em intensidade máxima, com ventos sustentados de 72 km/h (45 mph), e enfraqueceu ligeiramente antes de chegar à costa perto de Elliott Key, Flórida, com ventos de 64 km/h (40 mph) em 23 de julho Bonnie enfraqueceu e se tornou uma depressão tropical ao cruzar o sul da Flórida, e os efeitos persistentes de fortes ventos impediram a intensificação no Golfo do México. O ciclone degenerou em um remanescente baixo às 00:00 UTC em 25 de 25 de julho e mais tarde mudou-se para o sudeste da Luisiana antes de se dissipar mais tarde naquele dia.
A perturbação precursora de Bonnie produziu chuvas de até 100 mm (4 in) na República Dominicana, isolando cidades devido ao desabamento de pontes e levando à evacuação de milhares de residentes. Nas proximidades de Porto Rico, uma pessoa se afogou em um rio transbordando. Após a designação, alertas e alertas de tempestades tropicais foram emitidos ao longo da costa da Flórida. Aproximadamente 14.000 clientes da Flórida perderam energia quando Bonnie se mudou para terra. Ventos com força mínima de tempestade tropical afetaram Virginia Key, onde uma onda de tempestade de 28 m (092 ft) também foi relatado, e precipitação de até 8,300 mm (325 in) em todo o condado de Miami-Dade causou inundações urbanas. Apesar de degenerar em uma baixa remanescente, Bonnie produziu totais de chuva mais substanciais em toda a Luisiana e Mississippi, oficialmente com pico de 14,600 mm (575 in) em Tylertown. Estimativas de radar de 8-9 em (203-229 mm) de chuva provocou inundações repentinas que destruíram mais de 20 estradas e pontes em Washington Parish, enquanto cerca de 110 casas foram inundadas em West Baton Rouge Parish. A humidade remanescente combinou-se com uma frente fria para produzir tempestades severas e prejudiciais em partes do Sudeste no final de julho.

### Tempestade tropical Colin
A interação de duas ondas tropicais e um vale de nível superior levou ao desenvolvimento de uma depressão tropical sobre o Atlântico central por volta das 12:00 UTC em 2 de agosto. A depressão se organizou de forma constante após a formação, intensificando-se na Tempestade Tropical Colin às 06:00 UTC em 3 de agosto. Uma crista anormalmente forte ao norte da tempestade dirigiu Colin para o oeste-noroeste; alcançando uma velocidade de avanço de até 48 km/h (30 mph), o sistema foi incapaz de manter uma circulação fechada e degenerou em um vale às 18:00 UTC naquele dia. Nos dias que se seguiram, o vale desacelerou e recurvou para o norte, transformando-se em um ponto fraco no cavado, enquanto ainda produzia ventos com força de tempestade tropical. Imagens de satélite mostraram a reforma de uma circulação bem definida às 12:00 UTC em 5 de agosto, e o sistema foi novamente classificado como Tempestade Tropical Colin. Após atingir o pico de ventos de 97 km/h (60 mph), uma depressão que se aproximava cortou o ciclone e o virou para nordeste. Colin enfraqueceu para uma depressão tropical às 00:00 UTC em 8 de agosto e degenerou em uma depressão pela segunda vez doze horas depois; o vale se dissipou no início de 9 de agosto.
Um alerta de tempestade tropical foi levantado para as Bermudas conforme Colin se aproximava, mas foi interrompido posteriormente devido ao enfraquecimento. Ventos médios de 50 km/h (31 mph) foram observados em toda a ilha, embora os ventos de pico tenham caído pouco antes da intensidade da tempestade tropical em 60 km/h (37 mph). O Aeroporto Internacional LF Wade recebeu 410 mm (016 in) de precipitação. Embora Colin tenha ficado bem longe das Carolinas, as ondas da tempestade levaram a pelo menos 205 resgates de água, e uma corrente de fuga de Ocracoke levou ao afogamento de um homem.

### Depressão Tropical Cinco
Uma área não tropical de baixa pressão, observada pela primeira vez na Corrente do Golfo em 7 de agosto, entrou no sudeste do Golfo do México e se organizou em uma depressão tropical de cerca de 190 km (120 mi) a oeste de Fort Myers, Flórida, às 18:00 UTC em 10 de agosto. À medida que o ciclone recém-formado se movia de oeste para noroeste, uma baixa de nível superior nas proximidades proporcionou forte cisalhamento do vento e arrastamento de ar seco, e a depressão degenerou em uma baixa remanescente doze horas depois, sem atingir a intensidade da tempestade tropical. Após a degeneração, a baixa moveu-se para a Costa do Golfo dos Estados Unidos e fez uma volta no sentido horário. Ele emergiu no Golfo do México novamente em 16 de agosto, onde a perturbação quase se regenerou em um ciclone tropical antes de fazer um segundo landfall no Mississippi no dia seguinte. Os remanescentes se dissiparam pela porção sudeste do estado em 18 de agosto.
A depressão tropical produziu ondas de até 3 ft (0.91 m) próximo à Ilha Anna Maria, onde duas pessoas morreram de ataques cardíacos relacionados à fadiga após serem apanhadas por uma correnteza. Chuvas fortes nas áreas de Nova Orleans, Louisiana e Mobile, Alabama - ajudadas pela instabilidade dos resquícios da depressão - inundaram as ruas, inundando um complexo de apartamentos na cidade anterior e cortando a energia de 1.921 clientes na última cidade. Quarenta casas e empresas foram inundadas na paróquia de Avoyelles. O acúmulo de chuva atingiu o pico ao sul de Natchez, Mississippi, onde 3,500 mm (139 in) foi documentado.

### Furacão Danielle
Uma onda tropical vigorosa entrou no Atlântico em 23 de agosto, evoluindo para uma depressão tropical na costa oeste da África, dois dias depois às 06:00 UTC. A depressão nascente intensificou-se continuamente à medida que se movia para oeste-noroeste, tornando-se o conde da tempestade tropical seis horas após a formação e se fortalecendo ainda mais em um furacão às 12:00 UTC em 29 de agosto. Uma fraqueza na crista de direção, criada pelo furacão Danielle, fez com que Earl perdesse por pouco as ilhas de Leeward ao norte, enquanto se fortaleciam em um furacão de categoria 4 em 30 de agosto. A intensificação foi temporariamente atrofiada quando o ciclone passou por um ciclo de substituição da parede do olho, mas Earl finalmente atingiu o pico de ventos de 233 km/h (145 mph) às 06:00 UTC em 2 de setembro. O aumento do cisalhamento e um segundo ciclo de substituição fizeram com que o furacão enfraquecesse rapidamente depois disso. Enfraqueceu para uma tempestade tropical às 00:00 UTC em 4 de setembro, e embora o sistema tenha recuperado brevemente a intensidade do furacão ao se deslocar para a costa perto de Liverpool, Nova Escócia, Earl fez a transição para um ciclone extratropical doze horas depois. A baixa extratropical se fundiu com outro sistema sobre o Mar de Labrador no dia seguinte.
Um alerta de tempestade tropical foi emitido para as Bermudas em 27 de agosto, mas cancelou rapidamente no dia seguinte, pois Danielle se afastou da ilha. As ondas do poderoso furacão atingiram a costa leste dos Estados Unidos, levando ao resgate de 250 pessoas em Ocean City, Maryland, e mais 70 pessoas na costa da Flórida Central. O corpo de um homem - cuja morte parecia ter sido por afogamento - foi retirado das águas de Satellite Beach, Flórida ; um segundo homem desapareceu em Ocean City, mas seu corpo nunca foi recuperado e a busca acabou sendo cancelada. Os pesquisadores que examinaram os destroços do RMS Titanic foram forçados a buscar refúgio em São João da Terra Nova; Uma cheia tão grande quanto 10 ft (3.0 m) impactou a costa de Newfoundland.

### Furacão Earl
Uma grande onda tropical convectiva se moveu ao largo da costa ocidental da África no final de agosto, evoluindo para uma depressão tropical às 12:00 UTC em 30 de agosto cerca de 1.666 km (1.035 mi) a leste das Pequenas Antilhas. Imagens de satélite e dados de uma aeronave de pesquisa indicaram que a depressão se intensificou na tempestade tropical Fiona seis horas depois. Dirigido por uma extensa crista de nível médio ao norte, o ciclone moveu-se de oeste-noroeste por vários dias, atingindo o pico de ventos de 105 km/h (65 mph) às 18:00 UTC em 1 setembro quando passou perto das ilhas de Sotavento, ao norte.  A posição de Fiona entre a crista de nível médio e a grande circulação do furacão Earl ao largo das Carolinas virou a tempestade para noroeste e depois para o norte, à medida que ela encontrava um vento cada vez mais forte e começava a enfraquecer. O fluxo expansivo de Earl fez com que a circulação de baixo nível de Fiona fosse deslocada de sua convecção, e o sistema degenerou em um remanescente baixo às 00:00 UTC em 4 de setembro. A baixa remanescente passou perto das Bermudas, produzindo ventos fracos e cerca de 2,000 mm (078 in) de chuva, antes de dissipar no dia seguinte.
Os impactos severos de Earl em Antígua e Barbuda totalizaram EC $ 34 milhões ($ 12,6 milhões USD ). Uma pessoa foi eletrocutada tentando restaurar a energia. As rajadas de vento aproximaram-se ou ultrapassaram a força do furacão em Guadalupe e nas ilhas francesas, com pico de 169 km/h (105 mph) em Gustavia. Aproximadamente 7.500 residentes ficaram sem energia em Saint Martin, Saint Barthelemy e Guadalupe. Chuvas fortes e rajadas de vento fortes atingiram Saint Kitts e Nevis, deixando as ruas inundadas e muitas residências sem energia. Nas Ilhas Virgens Britânicas, rajadas de vento de até 142 km/h (88 mph) danificou ou destruiu dezenas de estruturas, resultando em danos de até US $ 7 milhões. Efeitos substanciais também foram observados nas Ilhas Virgens dos EUA, onde as perdas totais de infraestrutura foram estimadas em US $ 2,5 milhões e as perdas de receita de veranistas dissuadidos chegaram a US $ 10,7 milhões. Enchentes e linhas de transmissão derrubadas em Porto Rico deixaram 187.000 residentes sem energia e outros 60.000 sem acesso à água. Como Earl se comparava à Costa Leste dos Estados Unidos, ela produzia vários graus de impacto; A Carolina do Norte foi a mais atingida, com mais de US $ 3,5 milhões em danos. Três pessoas foram mortas em mares agitados na costa da Flórida, uma pessoa foi morta em mares agitados perto do Maine,  e duas pessoas foram mortas por correntes marítimas de New Jersey.  Aproximadamente 940.000 pessoas ficaram sem energia na Nova Escócia e áreas vizinhas, onde ocorreu uma morte.

### Tempestade tropical Gaston
Uma forte onda tropical organizada em depressão tropical às 06:00 UTC em 1 de setembro cerca de 1,480 km (920 mi) oeste-sudoeste de Cabo Verde. Com uma explosão de convecção perto do seu centro, a depressão foi elevada para a tempestade tropical Gaston seis horas depois e atingiu o pico de ventos de 64 km/h (40 mph). Apesar das projeções iniciais de que Gaston se tornaria um furacão cada vez mais forte sobre o Atlântico central, o ar excepcionalmente seco começou a envolver a tempestade após o pico. Enfraqueceu para uma depressão tropical às 00:00 UTC em 2 de setembro e posteriormente degenerado em um remanescente baixo às 18:00 UTC naquele dia. O sistema quase se regenerou em um ciclone tropical no dia seguinte como uma convecção rasa envolvendo o centro, mas a organização aumentada foi transitória e finalmente permaneceu um remanescente baixo até se dissipar a sudeste na República Dominicana em 8 de setembro.  Os remanescentes de Gaston produziram chuvas esporádicas em Porto Rico, com pico de 7,700 mm (303 in) em Naguabo.

### Tempestade tropical Nicole
O furacão mais intenso da temporada começou como uma onda tropical que se organizou em uma depressão tropical a sudeste de Cabo Verde no início de 8 de setembro. A organização inicial foi acelerada e a depressão intensificou-se na tempestade tropical Igor seis horas após a formação. Igor moveu-se de oeste para oeste-noroeste por vários dias enquanto estava embutido no vale das monções. O aumento do cisalhamento vertical fez com que o ciclone enfraquecesse temporariamente para uma depressão tropical por volta das 12:00 UTC em 9 de setembro, mas voltou a atingir a intensidade da tempestade tropical no dia seguinte e se tornou ainda mais forte para um furacão às 00:00 UTC em 12 de setembro. Após uma rápida intensificação e um subsequente ciclo de substituição da parede do olho, Igor atingiu o seu pico com ventos máximos sustentados de 249 km/h (155 mph) às 00:00 UTC em 15 d setembro. Mudanças no núcleo interno continuaram após o pico, e Igor continuou como um furacão de categoria 4 por vários dias até o aumento do cisalhamento e arrastamento de ar seco forçou uma tendência de enfraquecimento consistente no início de 17 de setembro. O sistema recurvou de norte a nordeste enquanto passava dentro de 97 km (60 mi) das Bermudas como um furacão mínimo. Ele acabou chegando perto de Cabo Race, Terra Nova, com ventos de 137 km/h (85 mph) às 15:00 UTC em 21 de setembro e mudou para um ciclone extratropical três horas depois. A baixa extratropical foi absorvida por um sistema maior entre a Gronelândia e Labrador em 23 de setembro.

### Tempestade tropical Hermine
A Depressão Tropical Onze-E do Pacífico Leste se espalhou pelo México e degenerou em uma baixa remanescente em 4 de setembro. As suas circulações de baixo e médio nível sobreviveram cruzando o México e entrando no sul da Baía de Campeche, transformando-se em uma depressão tropical às 18:00 UTC em 5 de setembro. Dirigindo-se de norte a norte-noroeste, o ciclone rapidamente se fortaleceu quando uma convecção profunda atingiu o seu centro; intensificou-se para a tempestade tropical Hermine às 06:00 UTC em 6 de setembro e atingiu ventos de pico de 110 km/h (70 mph) às 02:00 UTC no dia seguinte ao aterrissar perto de Matamoros, no México. Apesar de estar bem no interior, Hermine continuou a manter um núcleo interno e apenas lentamente enfraqueceu. Caiu para o status de depressão tropical sobre o centro do Texas às 00:00 UTC em 8 de setembro e, por fim, dissipou-se no sudeste do Kansas às 06:00 UTC em 10 de setembro.
Os ventos com força de tempestade tropical afetaram principalmente as seções costeiras do norte do México; Matamoros registou pico de ventos sustentados de 85 km/h (53 mph) com rajadas de 108 km/h (67 mph). Dezenas de estruturas foram danificadas, árvores e linhas de energia foram derrubadas e muitos moradores ficaram sem energia. O impacto foi mais significativo nos Estados Unidos - principalmente no Texas - onde 283 casas sofreram danos menores, 231 casas sofreram danos graves e 68 casas foram destruídas. Chuvas torrenciais, com pico de 41,600 mm (1,637 in) em Georgetown, forçou mais de 100 resgates em águas altas. Em Oklahoma, uma inundação repentina resultou em danos graves à infraestrutura. Vários tornados pousaram em ambos os estados. Sete pessoas foram mortas no Texas e uma em Oklahoma, enquanto o total de danos atingiu US $ 240 milhões.

### Furacão Igor
Uma onda tropical vigorosa atingiu a costa ocidental da África em 11 de setembro e quase imediatamente levou à formação de uma depressão tropical às 06:00 UTC no dia seguinte. Dirigida de uma forma tradicional de oeste-noroeste, a depressão intensificou-se na tempestade tropical Julia doze horas depois e continuou fortalecendo-se para se tornar um furacão às 12:00 UTC 14 de setembro. Como um lembrete da habilidade limitada de previsão de intensidade de furacão, o sistema começou um período de rápida intensificação depois disso, atingindo ventos de pico de 230 km/h (140 mph) às 12:00 UTC em 15 de setembro. Alterações internas continuaram depois do máximo, e Igor continuou por mais uns dias com um furacão de categoria 4 até enfraquecer sob a influência do cisalhamento e ar seco. O sistema virou para norte noroeste enquanto passava a 97 km (60 mi) da Bermuda como um furacão mínimo. Caiu de volta à intensidade da tempestade tropical às 00:00 UTC em 18 de setembro e degenerou em um remanescente baixo às 18:00 UTC em 20 de setembro enquanto localizado a cerca de 1.095 mi (1.760 km) a oeste dos Açores. A baixa remanescente voltou a oeste, dissipando-se no final de 24 de setembro.
Embora Igor tenha ficado bem longe do Caribe, grandes ondas de 15–20 ft (4.6–6.1 m) propagado a partir da tempestade, afogando uma pessoa em St. Croix e outra em Porto Rico. Grandes ondas afetaram a costa leste dos Estados Unidos e uma pessoa se afogou em Surf City, na Carolina do Norte. Nas Bermudas, ventos sustentados de 146 km/h (91 mph) e rajadas de até 188 km/h (117 mph) árvores derrubadas e linhas de transmissão de energia, cortando a energia de aproximadamente 28.000 residentes. A precipitação foi bastante insignificante, com pico em 8,100 mm (319 in).  Os impactos perto da tempestade em Terra Nova foram mais severos. Quantidade de chuva de mais de 51 mm (2 in) foram generalizadas, com um pico de 23,800 mm (937 in) em St Lawrence; como tal, Igor é classificado como o terceiro ciclone tropical mais húmido a impactar o Canadá Atlântico. O escoamento da chuva torrencial danificou ou destruiu estruturas, matou um homem quando a sua entrada de carros foi destruída e ele foi arrastado, e isolou aproximadamente 150 comunidades. Ventos sustentados de 130 km/h (80 mph) com rajadas de 172 km/h (107 mph) em Cape Pine derrubou árvores e linhas de energia enquanto danificava ou destruía muitas casas.  Aproximadamente 50.000 residências perderam energia durante o pico da tempestade. O dano total atingiu US $ 200 milhões em Terra Nova, tornando Igor o furacão mais caro já registrado lá.  Foi considerada a pior tempestade de origem tropical a atingir Terra Nova desde 1935.

### Furacão Julia
A interação de uma onda tropical e outro vale alongado levou ao desenvolvimento de uma depressão tropical por volta das 12:00 UTC em 14 de setembro cerca de 604 km (375 mi) a leste de Chetumal, México. A depressão se intensificou na tempestade tropical Karl seis horas depois e continuou a se fortalecer até chegar à costa perto do Rio Huach, no México, com ventos de 105 km/h (65 mph) às 12:45 UTC em 15 de setembro. Embora os ventos da tempestade tenham diminuído sobre a terra, a estrutura da tempestade realmente melhorou, permitindo que Karl se tornasse rapidamente um furacão às 18:00 UTC em 16 de setembro, uma vez emergindo na Baía de Campeche. Um período de rápido aprofundamento levou o ciclone ao pico de 201 km/h (125 mph) no início de 17 de setembro, o único grande furacão já registado na Baía de Campeche. O aumento do cisalhamento e a entrada de ar seco fizeram com que Karl enfraquecesse ligeiramente, mas reteve ventos de 185 km/h (115 mph) enquanto fazia landfall ao norte de Veracruz, México, às 16:45 UTC em 17 de setembro. O sistema enfraqueceu rapidamente no terreno montanhoso do México, caindo para a intensidade da tempestade tropical às 00:00 UTC em 18 de setembro, enfraquecendo para uma depressão tropical seis horas depois, e dissipando cerca de 137 km (85 mi) sudeste de Veracruz às 12:00 UTC.
O Governo de Cabo Verde emitiu um alerta de tempestade tropical para a cadeia de ilhas quando Julia se aproximava. Rajadas de 39–48 km/h (24–30 mph) colheitas de milho danificadas e ondas de 98–148 ft (30–45 m) afetou o litoral. Deslizamentos de terra isolaram a comunidade de Covão Grande. A precipitação foi insignificante, com pico de 990 mm (039 in) em Sal.

### Furacão Karl
Uma onda tropical partiu da costa ocidental da África em 26 setembro, tornando-se emaranhado com uma depressão de nível superior para formar uma depressão subtropical às 06:00 UTC em 6 de outubro, cerca de 426 km (265 mi) ao norte-noroeste de San Juan, Porto Rico. A depressão recurvou acentuadamente para nordeste e rapidamente se fortaleceu na tempestade subtropical Otto seis horas após a formação. Em 7 de outubro, Otto completou a transição para um ciclone totalmente tropical à medida que uma convecção profunda se formava sobre seu centro, apesar do enfraquecimento durante o processo. O sistema se intensificou ainda mais para um furacão às 12:00 UTC em 8 de outubro e atingiu ventos de pico de 137 km/h (85 mph) doze horas depois. Um aumento abrupto no cisalhamento do vento fez com que Otto enfraquecesse ao acelerar para nordeste; caiu para a intensidade da tempestade tropical às 00:00 UTC em 10 de outubro e fez a transição para um ciclone extratropical seis horas depois, enquanto posicionado a cerca de 1.666 km (1.035 mi) leste-nordeste das Bermudas. O ciclone extratropical persistiu por vários dias, eventualmente se tornando um redemoinho não convectivo no início de 14 de outubro e se dissipando às 00:00 UTC em 18 de outubro.
Ao longo de Quintana Roo, fortes chuvas de Karl resultaram em inundações esparsas que expulsaram centenas de famílias de suas casas. Mais de 600 casas foram destruídas na cidade de Chetumal como resultado de enchentes e deslizamentos de terra. No auge da tempestade, um total de 54.265 os residentes estavam sem energia; no entanto, a maioria teve sua eletricidade restaurada em um dia. Milhares de hectares de safras foram perdidos. Ao chegar à costa em Veracruz, Karl causou chuvas intensas, com pico de 45,300 mm (1,783 in) em Misantla, México. Ventos fortes arrancaram centenas de milhares de árvores e derrubaram linhas de energia, deixando 280.000 residentes no escuro. Mais de 200.000 casas foram danificadas ou destruídas nos estados de Veracruz, Tabasco e Oaxaca.  Um total de 22 pessoas foram mortas pela tempestade, e o custo dos danos totalizou aproximadamente US $ 3,9 bilhões.

### Furacão Lisa
A complexa interação entre uma frente fria, múltiplas ondas tropicais e uma ampla área de baixa pressão na esteira de Nicole levou à formação de uma depressão tropical às 00:00 UTC em 11 de outubro cerca de 185 km (115 mi) a sudeste de Cabo Gracias a Dios. O ciclone nascente intensificou-se na tempestade tropical Paula seis horas depois, movendo-se brevemente para a costa da ponta nordeste de Honduras no início de 11 de outubro antes de reemergir no noroeste do Caribe. Em meio a um ambiente favorável, Paula se intensificou em furacão por volta das 00h00 UTC em 12 de outubro e atingiu ventos de pico de 169 km/h (105 mph) às 18:00 UTC, mantendo um tamanho excepcionalmente pequeno. Um aumento no cisalhamento gerou uma tendência de enfraquecimento constante conforme o sistema mudou para o norte e depois para o leste. Paula caiu para a intensidade da tempestade tropical no início de 14 de outubro, fazendo landfall entre Santa Lucia e Puerto Esperanza com ventos de 105 km/h (65 mph). O sistema enfraqueceu ainda mais para uma depressão tropical no início de 15 de outubro e degenerou em um remanescente baixo às 12:00 UTC. A baixa remanescente rapidamente se tornou difusa, dissipando às 18:00 UTC.

### Tempestade tropical Matthew
Os remanescentes de Mateus se combinaram com uma ampla área de baixa pressão sobre o noroeste do Caribe para formar a tempestade tropical Nicole por volta das 12:00 UTC em 28 de setembro, cerca de 121 km (75 mi) ao sul da Ilha da Juventude, Cuba. Afetada por forte cisalhamento de oeste, Nicole nunca herdou uma aparência tradicional em imagens de satélite; em vez disso, era caracterizado por uma circulação mal definida a oeste da maioria das convecções, com os ventos mais fortes bem deslocados do centro. O ciclone atingiu ventos de pico de 72 km/h (45 mph) logo após a formação, mas seu centro de circulação tornou-se cada vez mais difuso à medida que Nicole seguia em direção à costa de Cuba, levando à degeneração em um ponto baixo remanescente às 15:00 UTC em 29 de setembro. A baixa moveu-se do norte-nordeste para as Bahamas, onde se tornou extratropical e rapidamente enfraqueceu para um vale em 30 de setembro.
A onda precursora de Matthew produziu fortes chuvas em partes da Venezuela, destruindo várias casas e levando a oito mortes. Os impactos se estenderam pela América Central, especialmente na Nicarágua, onde 70 pessoas foram mortas. Pontes desabaram, estradas foram destruídas, linhas de comunicação foram derrubadas e até 255 comunidades foram afetadas pela tempestade. Danos semelhantes, mas menos graves, foram observados em Honduras, onde quatro pessoas morreram, e em El Salvador, onde uma pessoa morreu. Chuvas generalizadas totalizam 250 mm (10 in) foram registados em Veracruz, com pico em 42,500 mm (1,673 in) em Acayucan. Os impactos combinados do furacão Karl e da tempestade tropical Matthew no estado custaram até US $ 8 bilhões. Inundações de Matthew mais para o interior do México, que já observavam um dos anos mais chuvosos já registados, causaram um deslizamento de terra em Santa María Tlahuitoltepec que matou sete pessoas.

### Tempestade tropical Nicole
Os remanescentes de Mateus se combinaram com uma ampla área de baixa pressão sobre o noroeste do Caribe para formar a tempestade tropical Nicole por volta das 12:00 UTC em 28 de setembro, cerca de 121 km (75 mi) ao sul da Ilha da Juventude, Cuba. Afetada por forte cisalhamento de oeste, Nicole nunca herdou uma aparência tradicional em imagens de satélite; em vez disso, era caracterizado por uma circulação mal definida a oeste da maioria das convecções, com os ventos mais fortes bem deslocados do centro. O ciclone atingiu ventos de pico de 72 km/h (45 mph) logo após a formação, mas seu centro de circulação tornou-se cada vez mais difuso conforme Nicole seguia em direção à costa de Cuba, levando à degeneração em um ponto baixo remanescente por volta das 15:00 UTC em 29 de setembro. A baixa moveu-se do norte-nordeste para as Bahamas, onde se tornou extratropical e rapidamente enfraqueceu para um vale em 30 de setembro.
Nicole produziu uma tremenda quantidade de chuva na Jamaica, totalizando 95,000 mm (3,742 in) em Belleisle. Graves enchentes e deslizamentos de terra afetaram até 507.831 residentes, resultando em 16 mortes e 42 feridos. Rodovias inundadas isolaram comunidades, prendendo centenas de pessoas em suas casas. Mais de 288.000 residências perderam energia, mais de 40% dos sistemas de abastecimento de água da ilha ficaram inoperantes em um ponto e dezenas de pontes desabaram. Os danos à infraestrutura totalizaram US $ 235,4 milhões, enquanto os danos à propriedade alcançaram US $ 3,2 milhões e os danos agrícolas totalizaram US $ 6,8 milhões.  Na vizinha Cuba, a precipitação atingiu 23,400 mm (922 in) e ventos sopraram para 85 km/h (53 mph);  casas foram inundadas, plantações foram danificadas e gado foi morto como resultado. Impactos semelhantes ocorreram nas Ilhas Cayman, com quedas de energia esporádicas, inundações em locais baixos e casas danificadas. Embora os remanescentes de Nicole tenham produzido apenas impactos menores em toda a Flórida, principalmente na forma de inundações nas ruas,  impactos foram muito mais graves no Meio-Atlântico, pois o sistema se combinou com uma grande área de baixa pressão em toda a região. Precipitação recorde, acumulando para 57,300 mm (2,254 in) em Wilmington, Carolina do Norte, fechou mais de 150 estradas, cortou a energia e causou acidentes de trânsito.

### Furacão Otto
Uma área de clima perturbado dentro de um vale amplo e persistente em todo o sudoeste do Caribe, organizado na décima nona depressão tropical da temporada às 6h UTC em 20 de outubro cerca de 314 km (195 mi) ao norte de Cabo Gracias a Dios. A depressão demorou a se organizar no início, afetada pelo ar seco e cisalhamento moderado de um vale sobre o sudeste dos Estados Unidos e o Atlântico ocidental, mas acabou se fortalecendo na tempestade tropical Richard às 12:00 UTC em 21 de outubro enquanto fazia uma curva para o sul e depois para o oeste. Os ventos de nível superior diminuíram ao longo dos dias subsequentes, permitindo que o ciclone atingisse a intensidade do furacão no início de 24 de outubro e atingir ventos de pico de 160 km/h (100 mph) às 00:00 UTC no dia seguinte. Richard desembarcou perto de Gales Point, Belize, trinta minutos depois. O sistema enfraqueceu rapidamente uma vez no interior, degenerando em um remanescente baixo às 00:00 UTC em 26 de outubro. Apesar de emergir sobre a Baía de Campeche, o forte cisalhamento do vento impediu o redesenvolvimento e, em vez disso, fez com que o recurso se dissipasse dezoito horas depois.
Otto e sua perturbação precursora trouxeram vários dias de chuva e ventos fortes para as Grandes Antilhas. Em Santa Lúcia, 400 casas foram severamente inundadas ou destruídas, o acesso à água foi cortado e cortes de energia foram observados. Os impactos das tempestades em Saint Kitts e Nevis inundaram casas, causaram uma pequena erosão na praia, derrubaram pontes, destruíram estradas e causaram graves interrupções nos serviços elétricos. Em todas as Ilhas Virgens dos EUA, os registos mensais de precipitação foram quebrados, com 54,700 mm (2,152 in) em gancho vermelho. Inundações e deslizamentos de terra nas ilhas vizinhas fecharam estradas e rodovias. Em todas as Ilhas Virgens Britânicas, a pior enchente da história do país - com precipitações de até 63,400 mm (2,498 in) - carros virados, canos de drenagem e linhas de serviços públicos danificados e deixaram os residentes sem água. As inundações generalizadas em Porto Rico afetaram pelo menos 295 estradas, incluindo pelo menos 14 que foram gravemente danificadas e afetaram as colheitas. Deslizamentos de terras e postes de serviços públicos derrubados isolaram comunidades, fontes de água foram contaminadas e várias pessoas precisaram ser resgatadas.

### Furacão Paula
Uma ampla área de baixa pressão formada na extremidade traseira de uma frente estacionária, organizando-se em uma depressão tropical às 18:00 UTC em 28 de outubro cerca de 840 km (520 mi) ao sul-sudeste das Bermudas. Direcionado para oeste-noroeste e, em seguida, nitidamente para nordeste à frente de uma frente fria que se aproxima, o sistema se intensificou na tempestade tropical Shary seis horas após a formação. Em um ambiente de baixo cisalhamento do vento, Shary se tornou um furacão e atingiu o pico de ventos de 121 km/h (75 mph) às 00:00 UTC em 30 de outubro quando um olho se tornou aparente nas imagens de microondas. A tempestade tornou-se cada vez mais assimétrica à medida que interagia com a frente, e Shary fez a transição para um ciclone extratropical às 18:00 UTC naquele dia. O sistema extratropical foi completamente absorvido pela frente seis horas depois. Como o Shary permaneceu ao sul e leste das Bermudas, seus efeitos foram limitados a 1,400 mm (054 in) de chuva e uma rajada de 56 km/h (35 mph).
No nordeste de Honduras, áreas baixas foram evacuadas e várias casas foram destruídas. A precipitação atingiu o pico em 2,000 mm (79 in), resultando em inundações generalizadas. Ondas até 7 ft (2.1 m) afetou o litoral. Um turista americano se afogou ao largo de Cozumel após sucumbir ao mar agitado. Apenas impactos muito menores foram observados ao longo da costa nordeste da Península de Iucatã. As bandas externas de Paula afetaram Cuba, onde as chuvas chegaram a 18,600 mm (732 in) e os ventos atingiram 109 km/h (68 mph). Os fortes ventos derrubaram muitas árvores, bloqueando estradas e danificando os telhados de várias casas. A chuva, no entanto, foi considerada geralmente benéfica para as colheitas e reservatórios baixos. O mar agitado removeu o concreto do quebra-mar de Havana e submergiu as ruas costeiras em 1–2 ft (0.30–0.61 m) de água.

### Furacão Richard
Uma área de clima perturbado dentro de um vale amplo e persistente em todo o sudoeste do Caribe, organizado na décima nona depressão tropical da temporada às 6h UTC em 20 de outubro cerca de 314 km (195 mi) ao norte de Cabo Gracias a Dios. A depressão demorou a se organizar no início, afetada pelo ar seco e cisalhamento moderado de um vale sobre o sudeste dos Estados Unidos e o Atlântico ocidental, mas eventualmente se fortaleceu na tempestade tropical Richard às 12:00 UTC em 21 de outubro enquanto fazia uma curva para o sul e depois para o oeste. Os ventos de nível superior diminuíram ao longo dos dias subsequentes, permitindo que o ciclone atingisse a intensidade do furacão no início de 24 de outubro e atingir ventos de pico de 160 km/h (100 mph) às 00:00 UTC no dia seguinte. Richard desembarcou perto de Gales Point, Belize, trinta minutos depois. O sistema enfraqueceu rapidamente uma vez no interior, degenerando em um remanescente baixo às 00:00 UTC em 26 de outubro. Apesar de emergir sobre a Baía de Campeche, o forte cisalhamento do vento impediu o redesenvolvimento e, em vez disso, fez com que o recurso se dissipasse dezoito horas depois.
Embora Richard tenha rastreado o norte de Honduras, fortes ventos ao longo da costa derrubaram árvores e linhas de energia. Deslizamentos de terra encalharam até 15.000 pessoas em 40 cidades diferentes. A ilha de Roatán recebeu uma rajada de 93 km/h (58 mph). Mais ao norte e ao oeste de Belize, o Belize Zoo and Tropical Education Center - atrações populares para turistas - foram fortemente danificados. Cerca de 80% da toranja e quase 25% da safra de laranja foram perdidos ali. Duas mortes foram observadas: um homem foi morto quando seu barco naufragou em mar agitado, enquanto um segundo homem foi atacado até a morte por um jaguar que escapou depois que uma árvore mutilou sua gaiola. O custo dos danos chegou a US $ 80 milhões.

### Furacão Shary
O ciclone tropical final da temporada de 2010 se desenvolveu a partir de uma onda tropical que se afastou da África em 24 de outubro. A onda empurrou para o oeste, organizando-se em uma depressão tropical às 06:00 UTC em 29 de outubro e na tempestade tropical Tomas seis horas depois, enquanto localizado a algumas centenas de milhas a leste de Barbados. O ciclone virou para noroeste após a formação, continuando a se intensificar, movendo-se sobre Barbados às 09:00 UTC em 30 outubro com ventos de 110 km/h (70 mph); como tal, Tomas se tornou a última tempestade em um ano civil a atingir as ilhas de Barlavento. O sistema atingiu a intensidade do furacão três horas depois, e às 20:00 UTC, atingiu seu pico de ventos de 160 km/h (100 mph) enquanto se movia por Santa Lúcia Depois de se mudar para o Caribe, um forte aumento no cisalhamento do vento e arrastamento de ar seco fez com que Tomas enfraquecesse dramaticamente, e a tempestade caiu para uma depressão tropical às 00:00 UTC em 3 de novembro - As condições atmosféricas flutuantes permitiram que Tomas se fortalecesse e oscilar entre uma tempestade tropical e um furacão enquanto fazia uma curva através da Passagem de Barlavento e entrava no Atlântico. Às 00:00 UTC em 8 de novembro, o ciclone sucumbiu a um regime cada vez mais desfavorável e tornou-se um ciclone extratropical. A tempestade girou em torno de uma baixa mais ampla no Atlântico ocidental antes de ser absorvida por uma baixa extratropical maior ao sul de Terra Nova no início de 11 de novembro.

### Furacão Tomas
O ciclone tropical final da temporada de 2010 se desenvolveu a partir de uma onda tropical que se afastou da África em 24 de outubro. A onda empurrou para o oeste, organizando-se em uma depressão tropical às 06:00 UTC em 29 de outubro e na tempestade tropical Tomas seis horas depois, enquanto localizado a algumas centenas de milhas a leste de Barbados. O ciclone virou para noroeste após a formação, continuando a se intensificar, movendo-se sobre Barbados às 09:00 UTC em 30 de outubro com ventos de 110 km/h (70 mph); como tal, Tomas se tornou a última tempestade em um ano civil a atingir as ilhas de Barlavento. O sistema atingiu a intensidade do furacão três horas depois, e às 20:00 UTC, atingiu seu pico de ventos de 160 km/h (100 mph) enquanto se movia por Santa Lúcia. Depois de se mudar para o Caribe, um forte aumento no cisalhamento do vento e arrastamento de ar seco fez com que Tomas enfraquecesse dramaticamente, e a tempestade caiu para uma depressão tropical às 00:00 UTC em 3 de novembro - As condições atmosféricas flutuantes permitiram que Tomas se fortalecesse e oscilar entre uma tempestade tropical e um furacão enquanto fazia uma curva através da Passagem de Barlavento e entrava no Atlântico. Às 00:00 UTC em 8 de novembro, o ciclone sucumbiu a um regime cada vez mais desfavorável e tornou-se um ciclone extratropical. A tempestade girou em torno de uma baixa mais ampla no Atlântico ocidental antes de ser absorvida por uma baixa extratropical maior ao sul de Terra Nova no início de 11 de novembro.
Os impactos nas ilhas de Barlavento foram substanciais, mas mais fortemente concentrados em Santa Lúcia. Lá, as rajadas chegaram a 111 km/h (69 mph), derrubando árvores e linhas de energia. Chuvas torrenciais até 6,700 mm (263 in) deslizamentos de terra e deslizamentos de terra que danificaram ou destruíram inúmeras estruturas, pontes e veículos. A maioria das plantações de tanchagem e banana da ilha foram destruídas. Até 14 pessoas foram mortas. Mais a oeste, em Curaçau, Tomas levou ao evento de chuva mais prolífico em quatro décadas. Um idoso foi morto após sofrer um ataque cardíaco e se afogar em seu veículo inundado,  enquanto um trabalhador de resgate morreu após o desabamento de uma parede de hospital. No Haiti, já devastado por um terremoto catastrófico de 7,0 MW menos de um ano, fortes chuvas inundaram um campo de refugiados e provocaram deslizamentos de terra que destruíram casas e estradas. Até 35 pessoas foram mortas lá, embora se temesse que muitas mais pudessem morrer enquanto Tomas exacerbava um surto de cólera já mortal.

## Nomes dos ciclones tropicais
A lista de nomes a seguir foi usada para tempestades nomeadas que se formaram no Atlântico Norte em 2010. Os nomes não retirados desta lista voltaram a ser utilizados na temporada 2016. Essa foi a mesma lista usada na temporada de 2004 com as exceções de Colin, Fiona, Igor e Julia, que substituíram Charley, Frances, Ivan e Jeanne, respectivamente. Os nomes Colin, Fiona, Igor, Julia, Paula, Richard, Shary e Tomas foram usados pela primeira vez este ano (e apenas, nos casos de Igor e Tomas). Dois nomes, Virginie e Walter, não foram usados durante o ano.
| - Alex - Bonnie - Colin - Danielle - Earl - Fiona - Gaston | - Hermine - Igor - Julia - Karl - Lisa - Matthew - Nicole | - Otto - Paula - Richard - Shary - Tomas - Virginie (sem ser usado) - Walter (sem ser usado) |

### Nomes retirados
Em 16 de março de 2011, na 33ª Sessão do comitê de furacões RA IV, a Organização Meteorológica Mundial retirou os nomes Igor e Tomas de suas listas rotativas de nomes devido ao número de mortes e danos que causaram, e não serão usados novamente para outro furacão no Atlântico. Eles foram substituídos por Ian e Tobias, respectivamente, para a temporada de furacões no oceano Atlântico de 2016.

## Efeitos sazonais
Esta é uma tabela das tempestades e seus efeitos na temporada de furacões no oceano Atlântico de 2010. Esta tabela inclui os nomes da tempestade, duração, intensidade de pico, áreas afetadas (em negrito indica que ocorreu o landfall naquela região pelo menos uma vez), danos e totais de mortes. As mortes entre parênteses são adicionais e indiretas (um exemplo de morte indireta seria um acidente de trânsito), mas ainda estão relacionadas à tempestade. Danos e mortes incluem totais enquanto a tempestade foi extratropical, uma onda ou uma baixa. Todos os números dos danos estão em US $ 2010 (os danos listados estão em milhões).